# Llista de festivals de heavy metal per ordre alfabètic
Llista de festivals de heavy metal (festivals únicament de Heavy metal i subestils) classificats per ordre alfabètic:

## A

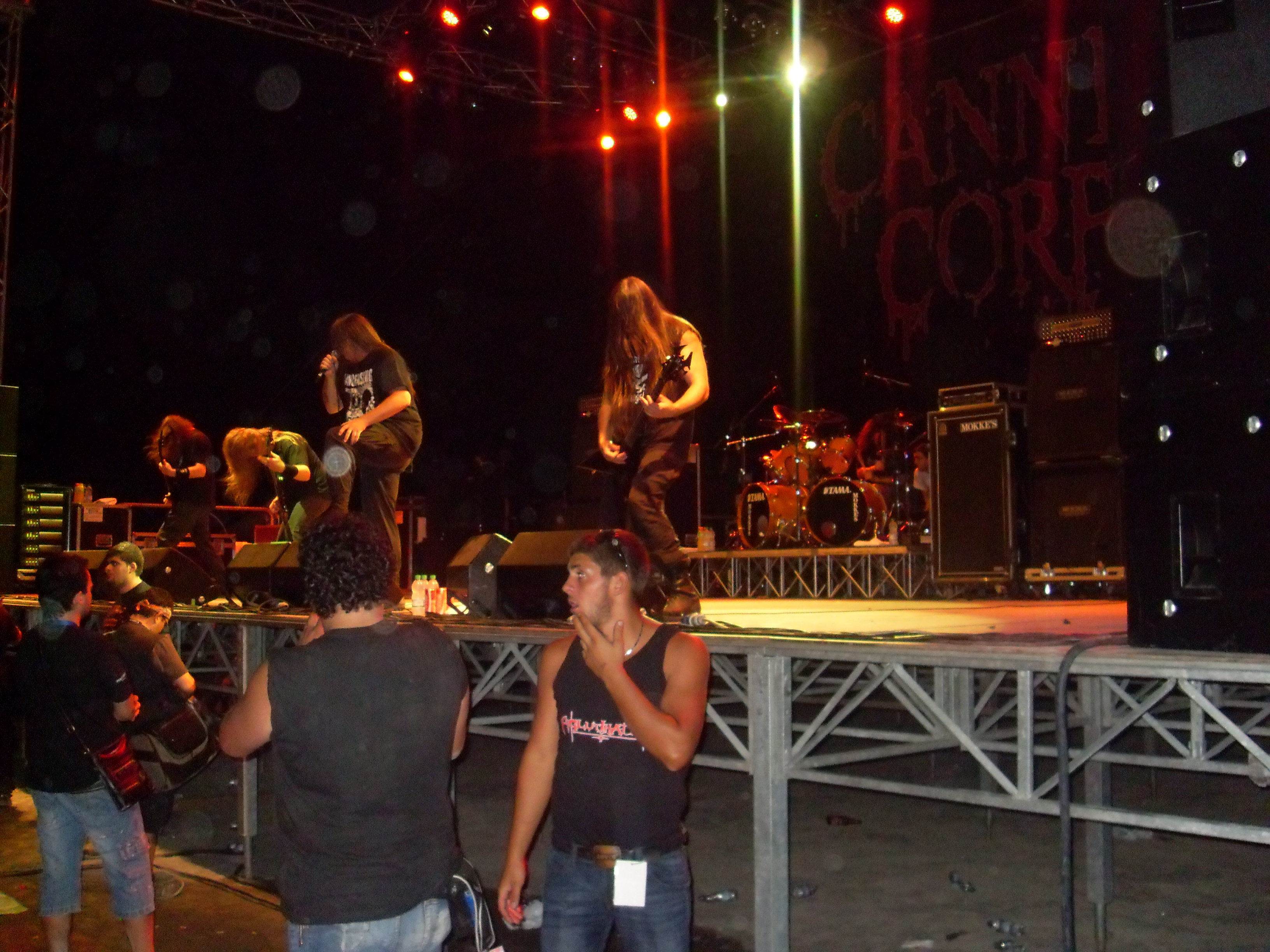
Cannibal Corpse al Agglutination Metal Festival 2010

| Aardschock (Eindhoven)                    | Països Baixos |
| Agglutination Metal Festival (Basilicata) | Itàlia        |
| Alehorn of Power (Chicago)                | Estats Units  |
| Alive Festival (Oeiras)                   | Portugal      |
| Ankkarock (Vantaa)                        | Finlàndia     |
| Atarfe Vega Rock (Ciudad Atarfe)          | Espanya       |
| Arrow rock (Lichtenvoorde)                | Països Baixos |

## B
| Bang Your Head !!! (Balingen)        | Alemanya        |
| Bidache metal (Bidache)              | França          |
| Big Day Out                          | Austràlia       |
| Bloodstock indoor (Derby)            | Anglaterra      |
| Bloodstock (South derbyshire)        | Anglaterra      |
| Breaking sound festival (Le Bourget) | França          |
| British steel (Milton Keynes)        | Anglaterra      |
| Brutal assault (Svojsice U Prelouce) | República Txeca |

## C
| Chicago powerfest                        | Estats Units |
| Chronical Moshers Open Air (Reichenbach) | Alemanya     |
| Casa Gateways Fest (Casablanca)          | Marroc       |

## D
| Damnation Festival (Manchester)    | Anglaterra          |
| Day of Darkness                    | Irlanda             |
| Dong Open Air (Neukirchen-Vluyn)   | Alemanya            |
| Doom Shall Rise (Göppingen)        | Alemanya            |
| Download Festival (Donington Park) | Anglaterra          |
| Download Festival Ireland          | Irlanda             |
| Dubai Desert Rock Festival         | Emirats Àrabs Units |
| Dutch Metal Fest (Rijssen)         | Països Baixos       |
| Dynamo Open Air                    | Països Baixos       |

## E

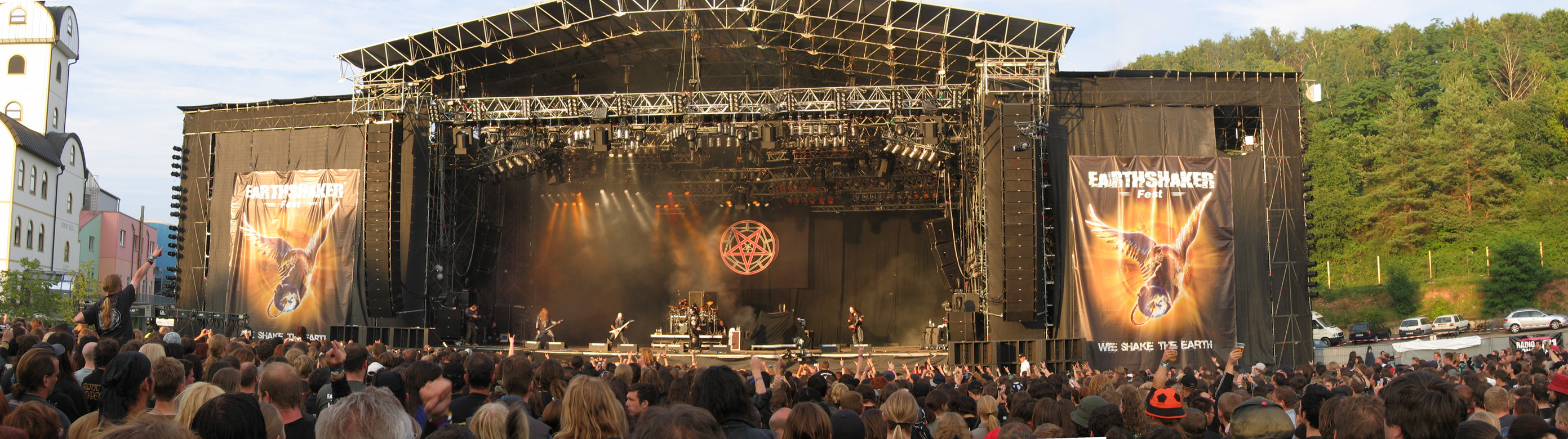
Dimmu Borgir al Earthshaker Festival 2005

| Earthshaker Fest            | Alemanya |
| Earthshaker Roadshock Tour  |          |
| Endurock festival (Cambrai) | França   |
| Eurockéennes (Belfort)      | França   |
| Evolution Festival          | Itàlia   |

## F

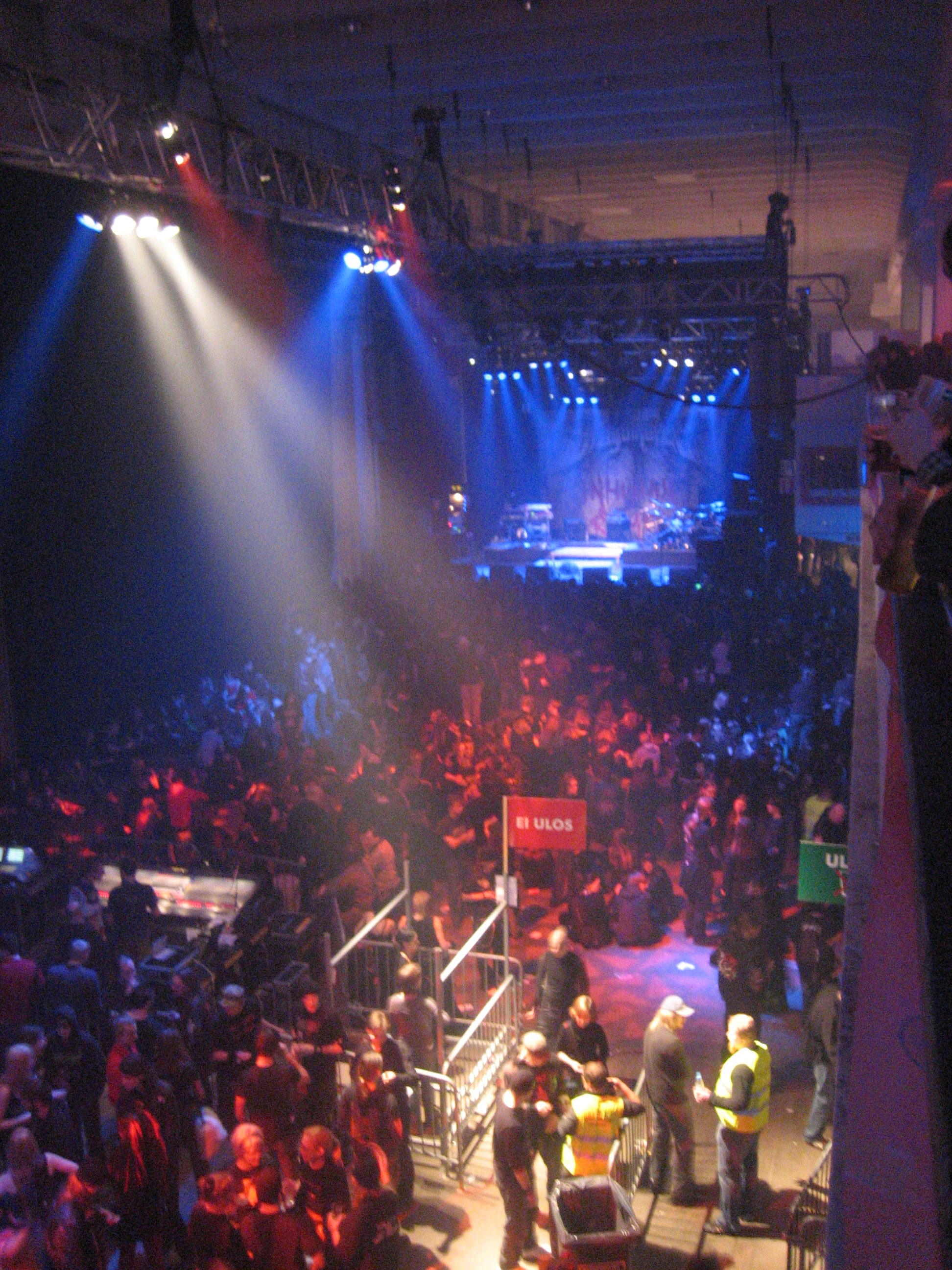
El Finnish metal expo 2007

| Facedown Fest (Pomona)                                  | Estats Units  |
| Festival de Paredes de Coura (Paredes de Coura)         | Portugal      |
| Festival de Roskilde (Roskilde)                         | Dinamarca     |
| Festival de Vilar de Mouros (Caminha)                   | Portugal      |
| Festival des Artefacts (Estrasburg)                     | França        |
| Festival du Boulevard des jeunes musiciens (Casablanca) | Marroc        |
| Festival hard français (Brétigny-sur-Orge)              | França        |
| Festival Ilha do Ermal (Vieira do Minho)                | Portugal      |
| Fields Of Rock (Nimega)                                 | Països Baixos |
| Finnish Metal Expo (Hèlsinki)                           | Finlàndia     |
| Flame fest (Bologne)                                    | Itàlia        |
| France festival (Choisy-le-Roi)                         | França        |
| Fuck the Commerce (Neiden)                              | Alemanya      |
| Furyfest (Le Mans)                                      | França        |

## G
| Gates of metal (Husltfred)     | Suècia       |
| Gigantour                      |              |
| Gods Of Metal (Milà)           | Itàlia       |
| Gothstock                      | Estats Units |
| Grândola Metal (Grândola)      | Portugal     |
| Graspop Metal Meeting (Dessel) | Bèlgica      |

## H

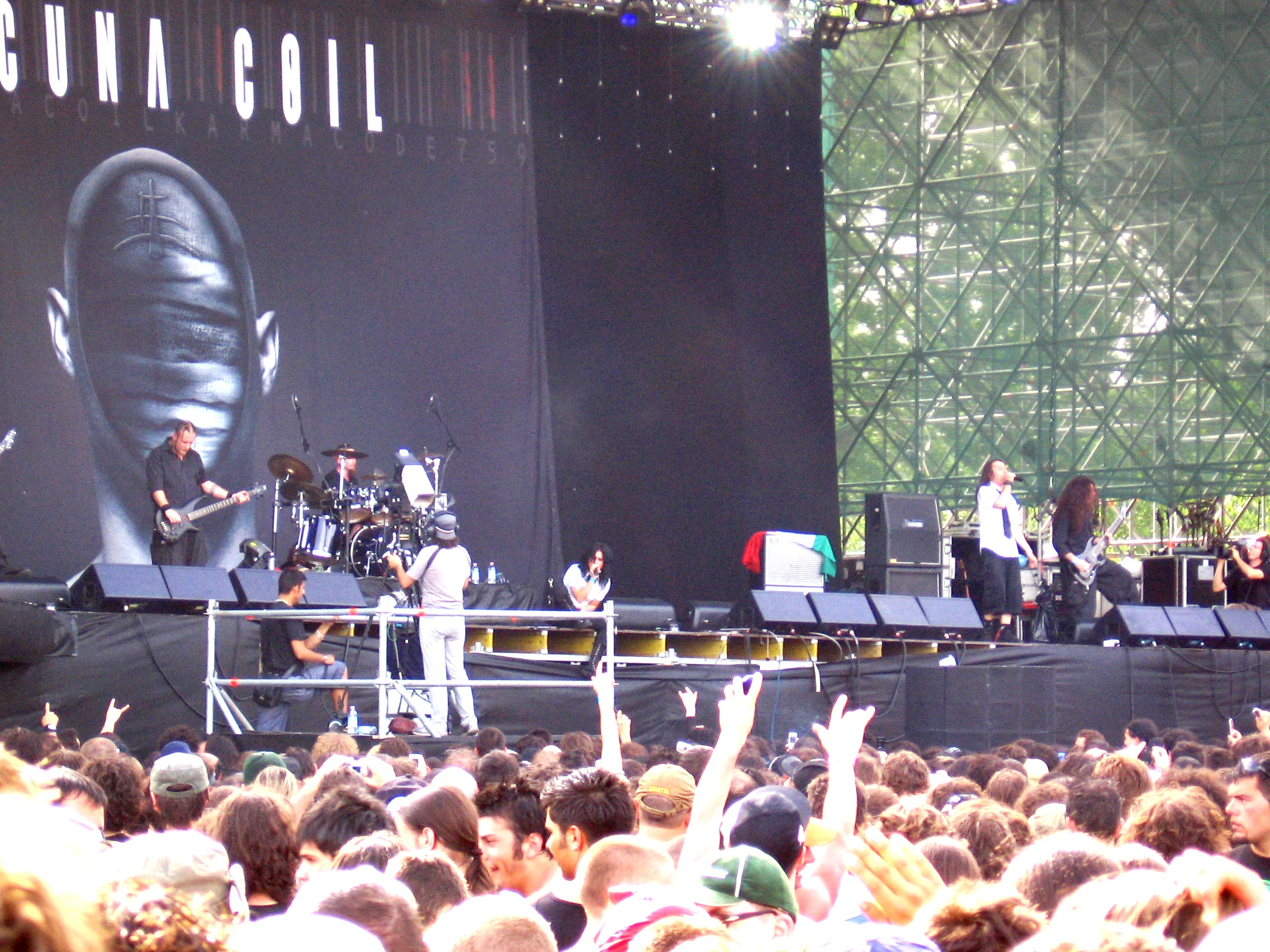
Lacuna Coil al Heineken jamming Festival

| Hard Rock Laager (Vana-Vigala)                            | Estònia       |
| Headbangers Open Air                                      | Alemanya      |
| Headway Festival (Amstelveen)                             | Països Baixos |
| Heavy Mtl (Montréal)                                      | Canadà        |
| Heavy sound festival (Bruges)                             | Bèlgica       |
| Heineken jamming (Imola)                                  | Itàlia        |
| Hellfest (Clisson)                                        | França        |
| Hellflame Festival - The South Side of Hell (Lichtenfels) | Alemanya      |
| Hellflame Festival (Osnabrück)                            | Alemanya      |
| Hellraiser Open Air (Hellraiser)                          | Alemanya      |
| Hole in the Sky (Bergen)                                  | Noruega       |
| Hovefestivalen (Tromøy)                                   | Noruega       |
| Husltfred (Husltfred)                                     | Suècia        |

## I
| Independence-D (Tòquio)       | Japó    |
| Inferno Metal Festival (Oslo) | Noruega |

## J
| Jägermeister Music Tour                 | Estats Units |
| Jalometalli Metal Music Festival (Oulu) | Finlàndia    |
| Jalometalli Winterfest (Oulu)           | Finlàndia    |

## K
| Kaltenbach Open Air                 | Àustria  |
| Keep It True                        | Alemanya |
| Kvinesdal Rock Festival (Kvinesdal) | Noruega  |

## L
| Lorca rock festival (Lorca) | Espanya |

## M

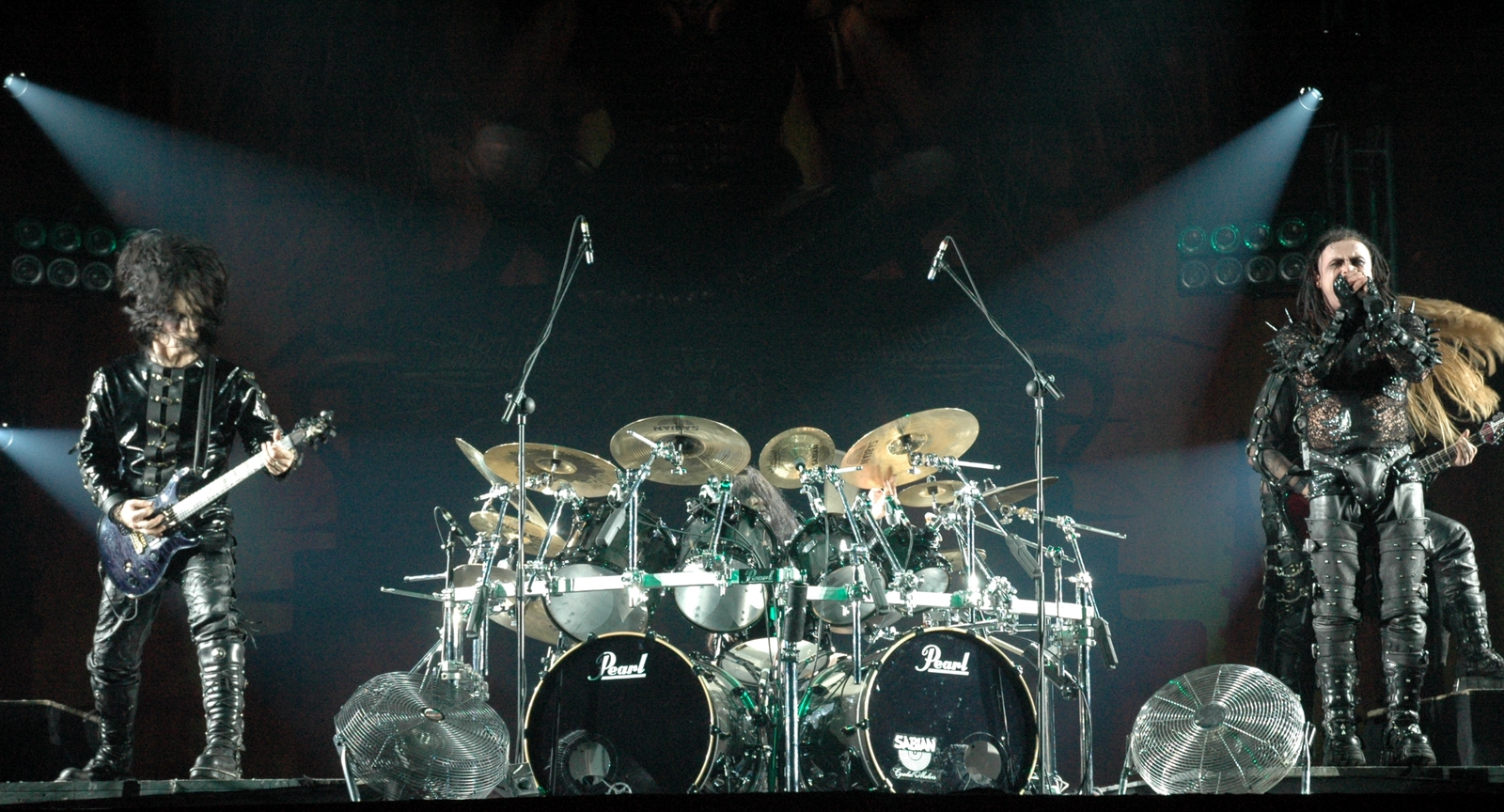
Cradle of Filth al Metalmania 2005.jpg

| Maryland Deathfest (Baltimore)     | Estats Units    |
| Masters of Rock (Vizovice)         | República Txeca |
| Meatldayz (Pratteln)               | Suïssa          |
| M'era Luna Festival (Hildesheim)   | Alemanya        |
| Metal Female Voices Fest (Wieze)   | Bèlgica         |
| Metal for the Brain (Canberra)     | Austràlia       |
| Metal Mean Festival (Mean)         | Bèlgica         |
| Metal Meltdown (Rijssen)           | Països Baixos   |
| Metal Rock Festival                | Argentina       |
| Metal Therapy Festival (Amnéville) | França          |
| Metalcamp (Tolmin)                 | Eslovènia       |
| MetalFest Australia                | Bèlgica         |
| Metalmania                         |                 |
| Metalstone (Copenhague)            | Dinamarca       |
| Metaltown Festival (Göteborg)      | Suècia          |
| Metalway                           | Espanya         |
| Monsters of Rock                   |                 |
| Monterrey Metal Fest (Monterrey)   | Mèxic           |

## N
| No Mercy Festival                                   |              |
| Nova Rock Festival (Nickelsdorf)                    | Àustria      |
| New England Metal and Hardcore Festival (Worcester) | Estats Units |
| Night Fest Metal (Saint-Vincent / Rossignol)        | Bèlgica      |

## O
| Obscene Extreme Festival (Trujnov) | República Txeca |
| Overcranked (Brisbane)             | Austràlia       |
| Ozzfest                            |                 |

## P
| Party san (Erfurt)                | Alemanya |
| Party.San Metal Open Air (Weimar) | Alemanya |
| Pestpop (Wieze)                   | Bèlgica  |
| ProgPower                         |          |

## Q
| Queens of Metal (Kleinwenkheim) | Alemanya |

## R

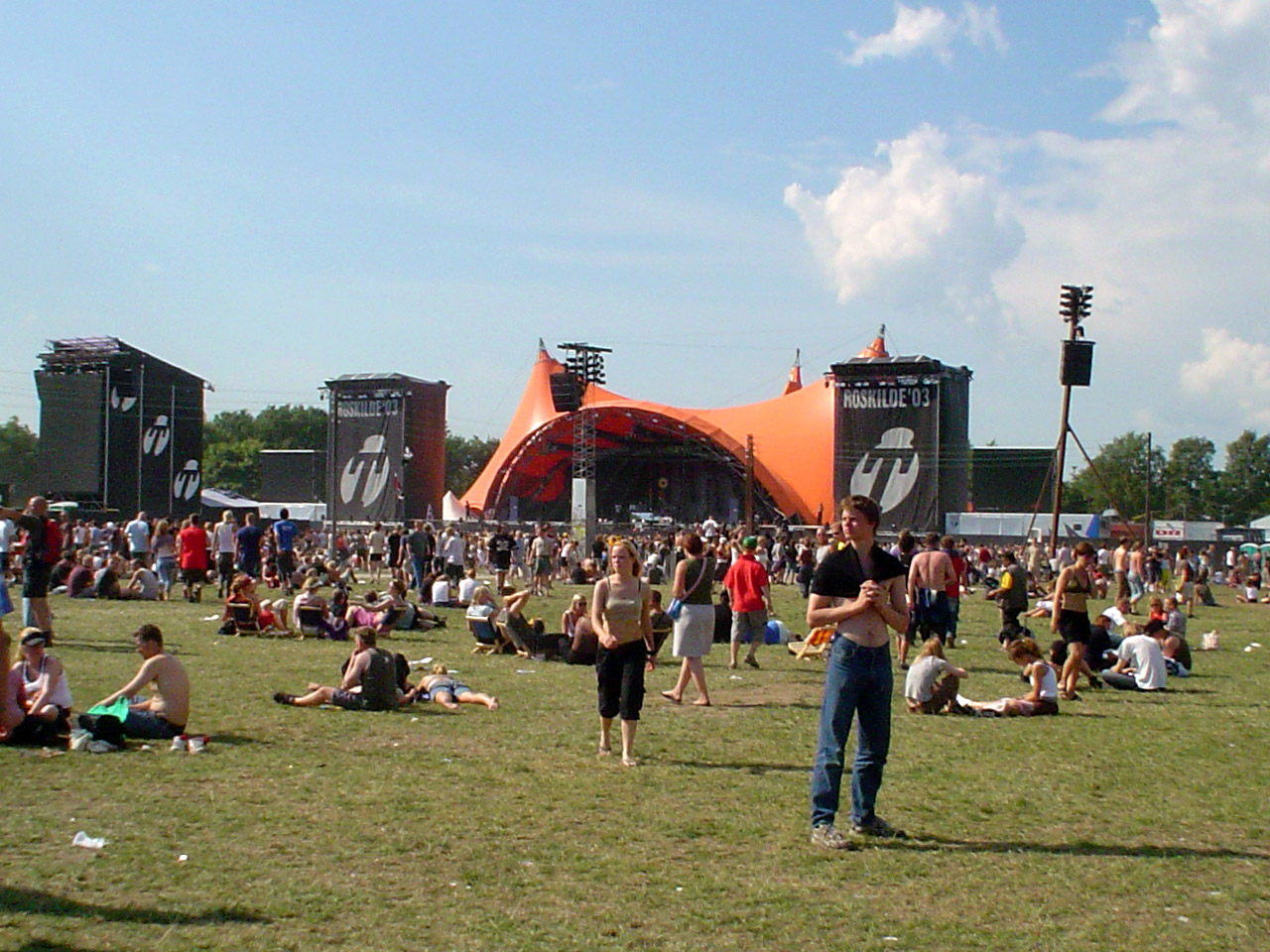
Festival de Roskilde 2003

| Radio Saintonge (Courcoury)        | França     |
| Ragnarök Festival (Lichtenfels)    | Alemanya   |
| Raismesfest (Raismes)              | França     |
| Reading festival                   | Anglaterra |
| Rock am Ring (Nürburgring)         | Alemanya   |
| Rock Hard Festival (Gelsenkirchen) | Alemanya   |
| Rock in Rio (Rio de Janeiro)       | Brasil     |
| Rock Machina (Moncofa)             | Espanya    |
| Rock of ages (Seebronn)            | Alemanya   |
| Rock the nation (Oberhausen)       | Alemanya   |
| Rock’n'blues (Derbyshire)          | Anglaterra |
| Rockharz (Dorste)                  | Alemanya   |

## S
| Saints and sinners festival (Nova Jersey) | Estats Units |
| Sauna Open Air Metal Festival (Tampere)   | Finlàndia    |
| Schwung (Roeselare)                       | Bèlgica      |
| Seattle Metal Fest (Seattle)              | Estats Units |
| Summer Breeze Open Air (Dinkelsbühl)      | Alemanya     |
| Summer breeze (Stausee hohenleuben)       | Alemanya     |
| Sun festival (Baiona)                     | França       |
| Sunrise festival (Mülhausen)              | França       |
| Superbock Superock (Lisboa)               | Portugal     |
| Sweden rock (Sölvesborg)                  | Suècia       |
| Sziget Festival                           | Hongria      |

## T

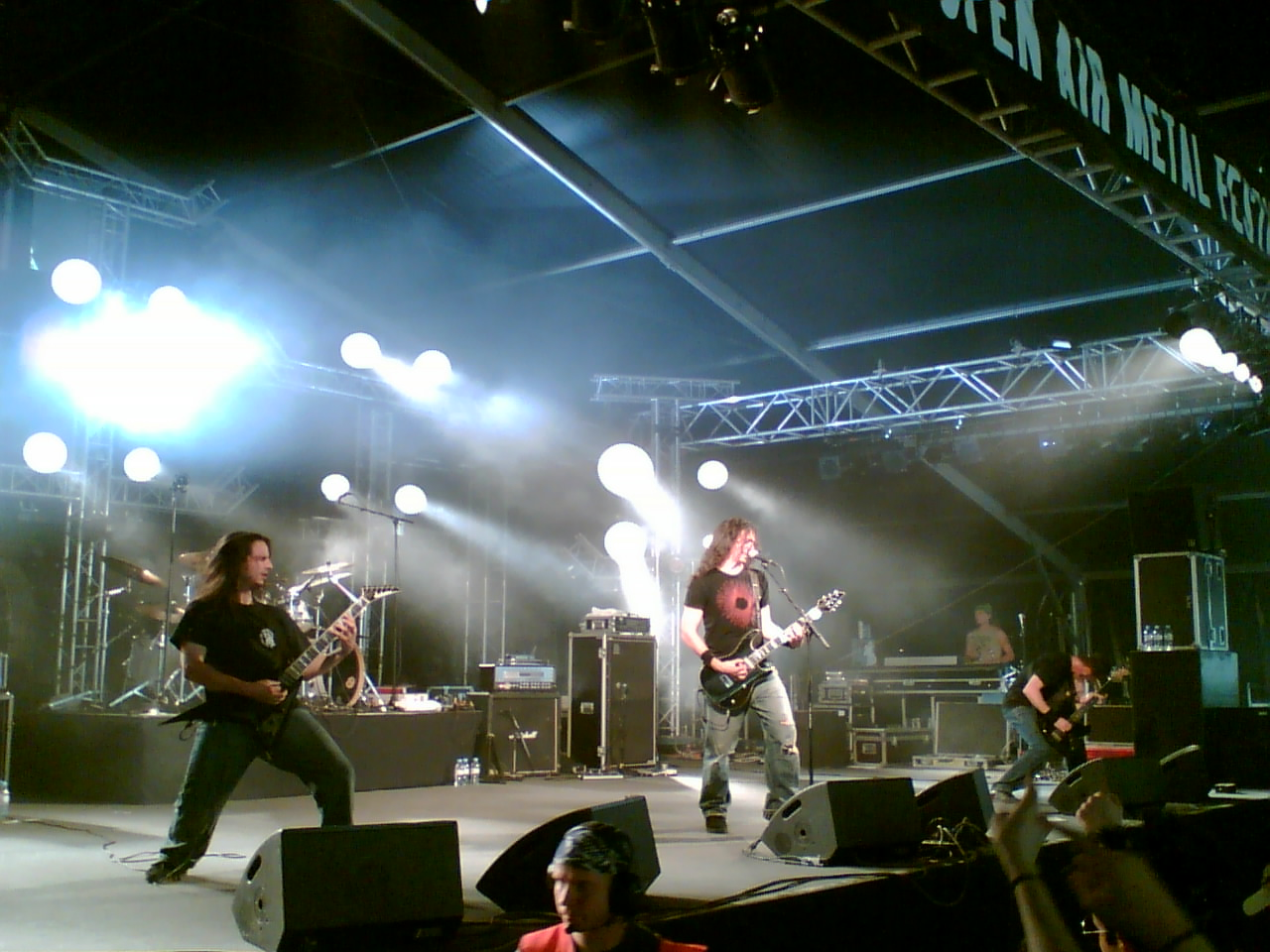
Gojira al Tuska el 2006

| Taste of Chaos                           |           |
| Tomahawk Festival (Osnabrück)            | Alemanya  |
| Tomawok (Niça)                           | França    |
| Tuska Open Air Metal Festival (Hèlsinki) | Finlàndia |

## U
| Up from the Ground (Gemünden am Main) | Alemanya     |
| US festival                           | Estats Units |

## V
| Varlock (Burgum)   | Països Baixos |
| Viña Rock Festival | Espanya       |

## W

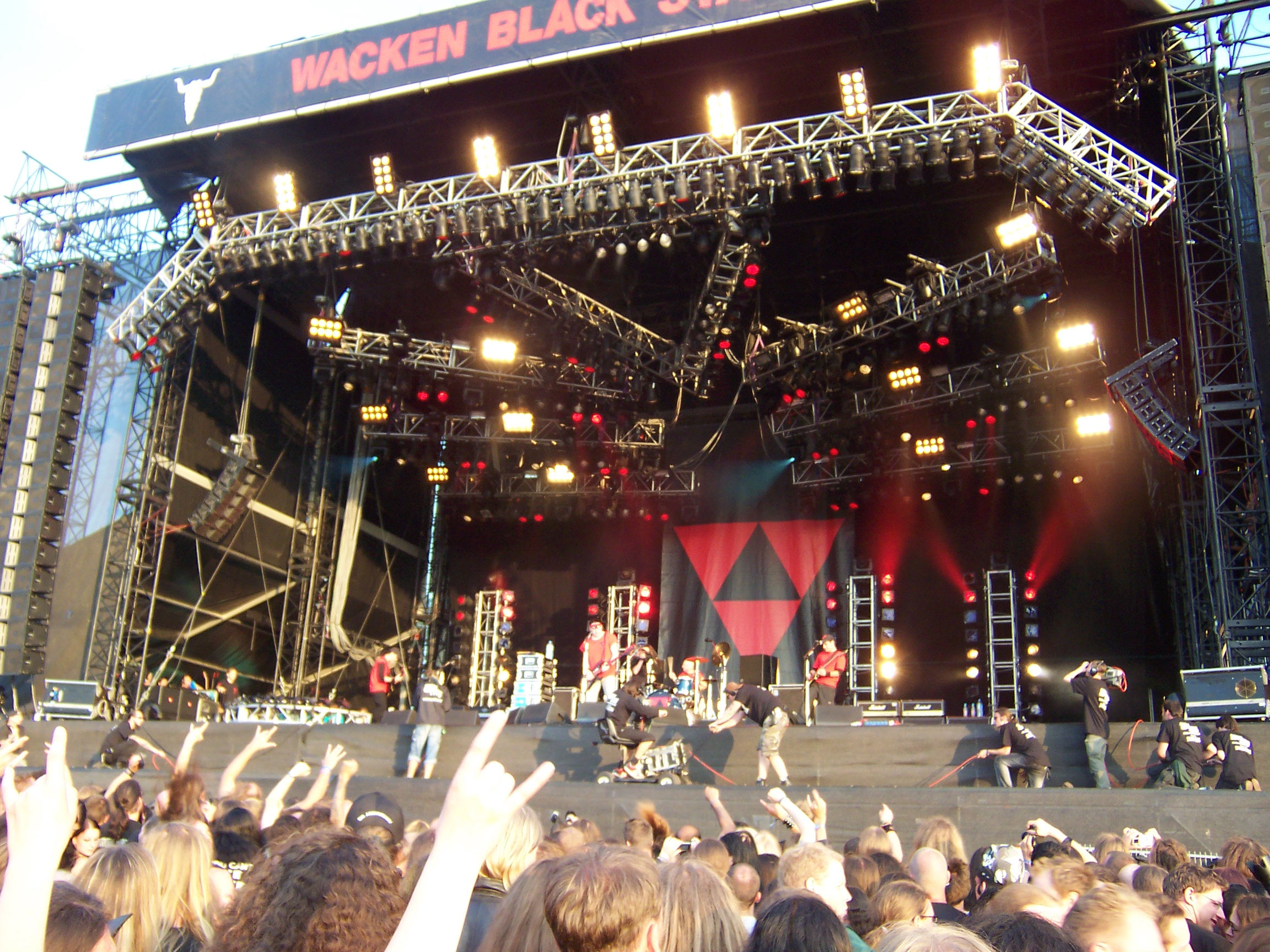
Carnivore al W.O.A.2006

| Wacken Open Air (Wacken)                 | Alemanya |
| Walpurgis Metal Days (Passau)            | Alemanya |
| Winternoise Festival (Georgsmarienhütte) | Alemanya |
| With Full Force (Löbnitz)                | Alemanya |

## X
| X-Mass Festival |